# Shani Dhanda
Shani Dhanda (nascida c. 1988, em Birmingham, no Reino Unido) é uma ativista britânica em favor das pessoas com deficiência. Ela foi nomeada pela BBC como uma das 100 mulheres mais inspiradoras de 2020 e para o Shaw Trust Power 100. Shani fundou a Asian Disability Network e ajudou a organizar o primeiro Asian Woman Festival, no Reino Unido.

## Infância e educação
A mãe de Shani Dhanda era uma imigrante de segunda geração e seu pai era um imigrante de primeira geração no Reino Unido, ambos de Punjab, norte da Índia. Ela nasceu em Birmingham, no Reino Unido. Quando ela tinha dois anos, foi diagnosticada com doença dos ossos de vidro (Osteogênese Imperfeita), fazendo com que seus ossos quebrassem com frequência. Shani Dhanda quebrou as pernas 14 vezes até os dezesseis anos.
Quando criança, Shani Dhanda e sua família frequentaram um Gurdwara local.
Shani Dhanda trabalhou por três anos enquanto estudava para se formar em gerenciamento de eventos. Shani foi nomeada o Rosto Futuro da Grande Birmingham no sexto prêmio anual Faces Futuras da Câmara do Comércio, em 2020, recebendo uma vaga totalmente financiada na Universidade de Aston, para obter seu Mestrado em Negócios.

## Carreira
Aos 16 anos, Shani Dhanda se candidatou a mais de 100 cargos e foi rejeitada em todos. Ela afirma que isso foi devido à sua deficiência.
Shani fundou uma empresa de gerenciamento de eventos e trabalhou em eventos para Tyson Fury e Anthony Joshua. Ela também trabalhou para a Virgin Media como gerente de programa de deficiência. Ela cofundou a Asian Disability Network e organizou o primeiro Asian Women Festival, em Birmingham.
A Shani também desenvolveu e lançou o Diversability Card, um cartão de descontos para pessoas com deficiência.

## Ativismo
Shani Dhanda é administradora da Leonard Cheshire Disability.
Em 7 de março de 2022, para marcar o Dia Internacional da Mulher, Scope anunciou Shani Dhanda como embaixadora da instituição de caridade.

## Reconhecimentos
Por seu trabalho, Shani foi reconhecida como uma das pessoas com deficiência mais influentes do Reino Unido pela The Shaw Trust Power List anual e como uma das 100 mulheres inspiradoras e influentes da BBC em todo o mundo em 2020.
Em 2020, Dhanda foi destaque em entrevista à Vogue britânica sobre ativismo e sua participação nesse movimento.
Em 2021, ela apareceu na maior campanha publicitária do LinkedIn no Reino Unido. O primeiro anúncio de televisão de Dhanda lhe rendeu o título de LinkedIn Changemaker.
Em fevereiro de 2022, Dhanda fez uma palestra TED (conferência) em Londres, compartilhando como tornar a inclusão responsabilidade de todos e discutindo Diversidade e Equidade como uma responsabilidade pessoal.